# گیرنده اسفنگوزین-۱-فسفات
گیرنده اسفنگوزین-۱-فسفات (انگلیسی: Sphingosine-1-phosphate receptor) گروهی از گیرنده‌های جفت‌شونده با پروتئین جی است که از اهداف مولکول لیپیدی پیام‌رسان اسفنگوزین-۱-فسفات (S1P) است.
این گیرنده به پنج نوع گوناگون تقسیم می‌شود: S1PR1, S1PR2, S1PR3, S1PR4 و S1PR5

## تاریخچه
در سال ۱۹۹۰ میلادی، S1PR1 نخستین گیرنده‌ای از این خانواده بود که از لایه درون‌رگی کلون شد. آخرین انواعی از این گیرنده که کشف و جداسازی شدند، S1PR4 و S1PR5 بودند که به ترتیب از سلول‌های دندریتیک انسان و دی‌ان‌ای مکمل موش صحرایی جدا شدند.

## عملکرد
گیرنده‌های اسفنگوزین-۱-فسفات در تنظیم فرایندهای اساسی حیات نظیر تزاید سلولی، رگ‌زایی، حرکت سلول‌ها، سامان‌دهی چارچوب یاخته، کموتاکسی سلول‌های درون‌رگی، تجمع سلول‌های ایمنی و تقسیم آنها نقش مهمی دارند. این گیرنده‌ها در تنظیم سیستم ایمنی بدن نیز نقش دارند و مستقیماً در سرکوب دستگاه ایمنی ذاتی توسط لنفوسیت‌های تی دخیل هستند.